# یخچال قاسم‌آباد
یخچال قاسم‌آباد مربوط به دوره قاجار قبل ازآن است و در بسطام، شمال شرق شهر، مجاور قلعه قاسم‌آباد واقع شده و این اثر در تاریخ ۲۵ خرداد ۱۳۸۱ با شمارهٔ ثبت ۵۸۵۵ به‌عنوان یکی از آثار ملی ایران به ثبت رسیده است.